# Parvoscincus hadros
Parvoscincus hadros — вид сцинкоподібних ящірок родини сцинкових (Scincidae). Ендемік Філіппін.

## Поширення і екологія
Parvoscincus hadros відомі за кількома зразками, зібраними на схилах гір Ма-аліґ-алінґ (на висоті 900 м над рівнем моря) і Мінґан (на висоті від 1540 до 1677 м над рівнем моря) у провінції Аурора на острові Лусон. Вони живуть у вологих тропічних лісах, серед опалого листя.